# 斯特里利西克
51°26′2″N 26°38′53″E / 51.43389°N 26.64806°E
斯特里利西克（烏克蘭語：Стрільськ），是烏克蘭的村落，位於該國西北部羅夫諾州，由薩爾內區負責管轄，始建1875年，面積3.19平方公里，海拔高度144米，2024年該村落人口2,350，人口密度每平方公里738.87人。